# Te doy mis ojos
Te doy mis ojos es una película española de drama social de 2003 dirigida por Icíar Bollaín y protagonizada por Laia Marull y Luis Tosar, acerca del tema de la violencia contra la mujer.

## Sinopsis
Pilar huye en plena noche de su casa, situada en un barrio periférico y residencial de Toledo; lleva consigo a su hijo de unos ocho años. En su huida busca refugio en casa de su hermana, una restauradora de arte que lleva una vida independiente al lado de su pareja escocesa; ambos residen en la parte vieja e histórica de Toledo. 
Pilar es una víctima más de violencia doméstica, que intenta rehacer su vida y empieza a trabajar como recepcionista de visitas turísticas en la iglesia que alberga el cuadro El entierro del Conde de Orgaz. En su nuevo trabajo comienza a relacionarse con otras mujeres. Antonio, su marido, emprende su busca y su recuperación, promete cambiar y busca ayuda en un psicólogo. Pilar le da otra oportunidad a su marido, con la oposición de su hermana, que es incapaz de entender su actitud.
A pesar de los esfuerzos de Antonio por seguir los consejos de la terapia, su personalidad violenta e inseguridades le pueden y acaba desnudando y humillando públicamente en un balcón a su esposa.
Da la sensación de tener un final abierto.
Según palabras de Icíar Bollaín: 
«Te doy mis ojos cuenta la historia de Pilar y Antonio, pero también de quienes los rodean: una madre que consiente, una hermana que no entiende, un hijo que mira y calla, unas amigas, una sociedad y una ciudad como Toledo que añade con su esplendor artístico y su peso histórico y religioso una dimensión más a esta historia de amor, de miedo, de control y de poder».

## Producción
La directora, Icíar Bollaín, quería hacer una película sobre el tema de la violència doméstica porque le interesaba conocer la respuesta a una serie de preguntas sobre el tema, fundamentalmente: "¿Por qué una mujer aguanta una media de diez años junto a un hombre que la machaca? ¿Por qué no se va? ¿Por qué no sólo no se va sino que incluso algunas aseguran seguir enamoradas?". Bollaín llegó a la conclusión de que una de las razones primordiales es que muchas mujeres mantienen la esperanza de que su maltratador cambie. Entonces se dio cuenta de lo poco que se sabía acerca del perfil del maltratador.
Bollaín decidió rodar un cortometraje, Amores que matan, en forma de falso documental en el que se hablaba del tema del maltrato doméstico desde el punto de vista del agresor. Para ello se recurrió a una hipotética terapia de grupo entre maltratadores. Tras rodar el cortometraje, se dieron cuenta de que había material suficiente para realizar un largometraje si se añadía el punto de vista de la mujer.
La razón de ambientar la película en Toledo fue que Bollaín y la guionista, Alicia Luna, habían conocido a la presidenta de la asociación de mujeres maltratadas de Toledo, y ella les ofreció la posibilidad de ir a las terapias.

## Reparto
| Actor/Actriz           | Personaje            |
| ---------------------- | -------------------- |
| Laia Marull            | Pilar Pérez Villar   |
| Luis Tosar             | Antonio              |
| Candela Peña           | Ana Pérez Villar     |
| Rosa María Sardá       | Aurora Villar        |
| Sergi Calleja          | Terapeuta            |
| Kiti Mánver            | Rosa                 |
| Nicolás Fernández Luna | Juan                 |
| Dave Mooney            | John McCormick       |
| Elisabet Gelabert      | Lola                 |
| Chus Gutiérrez         | Raquel               |
| Elena Irureta          | Carmen               |
| Antonio de la Torre    | Hombre en terapia    |
| Aitor Merino           | Andrés               |
| Francesc Garrido       | Julián               |
| Javier Batanero        | Javier               |
| Leire Ucha             | Susana               |
| Javier Lago            | Oficiante boda       |
| Alfonso Torregrosa     | Policía              |
| Roberto Álamo          | Chato                |
| Luchi López            | Médico               |
| Juan Jesús Cañero      | Hombre de la terapia |
| Antonio Castillo       | Hombre de la terapia |
| Jacinto Corella        | Hombre de la terapia |
| Santiago Fernández     | Hombre de la terapia |
| Luis López             | Hombre de la terapia |
| José Luis Rodríguez    | Hombre de la terapia |
| Ángel Pascual          | Hombre de la terapia |
| Carlos Bañuelos        | Hombre de la terapia |
| Ricardo Birnbaum       | Antonio              |
| Javier Iribarren       | Escocés boda         |
| Alberto Mazarro        | Turista              |

## Rodaje y localizaciones
Esta película se rodó principalmente en Toledo, pero también hay escenas filmadas en Alcalá de Henares y Madrid.

## Crítica
Las críticas de la película fueron en general positivas. Carlos Boyero escribió en El Mundo que: "Uno no ve personajes sino que ve personas, semejantes, con sus buenos momentos y también con sus miserias" Mirito Torreiro, en Fotogramas, alaba la tarea de la película de tratar de entender no solo a la víctima sino la de meterse en el maltratador para "comprender su cerrazón, la forma en que la violencia se convierte en el único lenguaje a su alcance", sin justificar su comportamiento. La página La Butaca también alaba la "absoluta falta de maniqueísmo" y el que "no necesita mostrar la violencia en sí y ni mucho menos recrearse morbosamente en ella, sino que le basta con mostrar sus consecuencias".

## Premios
XVIII edición de los Premios Goya
| Categoría                                   | Persona                                                 | Resultado |
| ------------------------------------------- | ------------------------------------------------------- | --------- |
| Mejor película                              | Mejor película                                          | Ganadora  |
| Mejor director                              | Icíar Bollaín                                           | Ganadora  |
| Mejor interpretación masculina protagonista | Luis Tosar                                              | Ganador   |
| Mejor interpretación femenina protagonista  | Laia Marull                                             | Ganadora  |
| Mejor interpretación femenina de reparto    | Candela Peña                                            | Ganadora  |
| Mejor actriz revelación                     | Elisabet Gelabert                                       | Nominada  |
| Mejor guion original                        | Icíar Bollaín Alicia Luna                               | Ganadoras |
| Mejor montaje                               | Ángel Hernández Zoido                                   | Nominado  |
| Mejor sonido                                | Eva Valiño Alfonso Pino Pelayo Gutiérrez José L. Crespo | Ganadores |

Medallas del Círculo de Escritores Cinematográficos de 2003
| Categoría               | Persona                   | Resultado |
| ----------------------- | ------------------------- | --------- |
| Mejor película          | Mejor película            | Ganadora  |
| Mejor director          | Icíar Bollaín             | Ganadora  |
| Mejor actor             | Luis Tosar                | Ganador   |
| Mejor actriz            | Laia Marull               | Ganadora  |
| Mejor actriz secundaria | Candela Peña              | Nominada  |
| Mejor fotografía        | Carles Gusi               | Nominado  |
| Mejor música            | Alberto Iglesias          | Ganador   |
| Mejor guion original    | Icíar Bollaín Alicia Luna | Ganadores |
| Mejor montaje           | Ángel Hernández-Zoido     | Nominado  |

Festival Internacional de Cine de San Sebastián 2003
| Categoría                         | Persona     | Resultado |
| --------------------------------- | ----------- | --------- |
| Concha de Plata a la mejor actriz | Laia Marull | Ganadora  |
| Concha de Plata al mejor actor    | Luis Tosar  | Ganador   |